# Magnite
Magnite (conocida anteriormente como Rubicon Project) es una empresa estadounidense de marketing digital con sede en Los Ángeles, California formada tras la fusión entre Rubicon Project y Telaria en 2020.

## Historia
Project Rubicon fue fundada en 2010 por Frank Addante, Craig Roah, Duc Chau y Julie Mattern, que habían trabajado juntos anteriormente en L90, una red de publicidad en línea.
En abril de 2009 la empresa había recaudado 33 millones de dólares en financiación de compañías dirigidas por Clearstone Venture Partners, IDG Ventures Asia y Mayfield Fund. Acto seguido aseguró 8 millones de dólares en deuda de riesgo del Banco de Silicon Valley.
En febrero de 2014 la empresa solicitó una oferta inicial de acciones y salió a bolsa en abril de 2014 a un precio de más de 20 dólares por acción, cayendo a unos 16 dólares a finales de mes. En marzo del mismo año la compañía fue ubicada en la segunda posición entre las principales entidades de intercambio de publicidad por comScore.
El 14 de marzo de 2017, el CEO y fundador Frank Addante renunció a su posición para tomar el rol de presidente. La empresa anunció que Michael Barrett, anterior director de ingresos de Yahoo!, sería el nuevo director ejecutivo.

### Fusión con Telaria
En diciembre de 2019, Rubicon Project y Telaria anunciaron una fusión, aprobada por los accionistas de ambas compañías el 30 de marzo de 2020. Los dos negocios inicialmente operaban como dos marcas separadas, pero finalmente optaron por convertirse en Magnite en junio de 2020. Esta fusión convirtió a Magnite en una de las mayores plataformas independientes de ventas del mundo.

### Adquisiciones
En septiembre de 2009, Project Rubicon adquirió OthersOnline, una compañía de tecnología de perfiles de audiencia con sede en Seattle. Un año después compró Site Scout, una compañía de detección de malware con operaciones en la misma ciudad. En octubre de 2010 adquirió Fox Audience Network de News Corp a cambio de una participación minoritaria en la empresa. También recibió 18 millones de dólares en fondos adicionales liderados por Peacock Equity, división empresarial de NBC Universal.
En mayo de 2012, la empresa adquirió Mobsmith, una empresa de tecnología móvil, y en agosto se convirtió en la compañía de publicidad en línea mejor clasificada en términos de alcance, con una cuota de audiencia del 96,2% según las clasificaciones proporcionadas por comScore. Este hecho posicionó a Rubicon por delante de Google y de otros competidores directos como AOL y AT&T.